# Jennifer Elaine Higdon
Jennifer Elaine Higdon (31 de desembre de 1962) és una compositora estatunidenca de música clàssica contemporània conegut i respectat internacionalment. Les seves composicions han rebut el reconeixement dels principals directors d'orquestra i intèrprets instrumentals del món. Ha rebut molts premis, inclòs el Premi Pulitzer de Música 2010 pel seu Concert per a violí i tres Premis Grammy a la Millor Composició Clàssica Contemporània pel seu Concert de percussió en 2010, Concert per a viola en 2018 i Concert per a arpa en 2020. Va ser triada membre de la American Philosophical Society en 2019, va ser professora de composició en el Curtis Institute of Music de 1994 a 2021.

## Biografia
Higdon va néixer a Brooklyn, Nova York. Fins a els 10 anys va viure a Atlanta, Geòrgia abans de mudar-se a Seymour, Tennessee. El seu pare, Charles Higdon, era pintor i es va ser el primer que va exposar a la petita Jennifer -i als seus germans- a diferents estils d’arts. seus fills a diferents tipus d'art. Els va portar a diverses exposicions d'art nou i experimental,, apropant-la així al món artístic-. Aquest fet va ajudar a que des de molt jove Higdon tingués una idea del que era l'art. També va desenvolupar un interès per la fotografia i l'escriptura a una edat primerenca. Malgrat la seva primerenca introducció a l'art, va rebre molt poca exposició a la música clàssica en la seva llar. En canvi, la seva educació musical primerenca va provenir d'escoltar música rock i folk de la dècada de 1960. No va ser fins a l'escola secundària que es va unir a la banda de concerts, on va començar a tocar percussió. Paral·lelament, va agafar una flauta que la seva mare havia comprat i va començar a aprendre a tocar per si mateixa usant un vell llibre de mètodes de flauta. Anteriorment a la seva època universitària va escoltar molt poca música clàssica.
Va començar a estudiar flauta autònomament a les 15 anys fins que va entrar al Bowling Green State University amb Judith Bentley, qui la va animar a explorar la composició. A causa de la seva falta d'entrenament formal a una edat primerenca, Higdon va lluitar per posar-se al dia al principi de la seva carrera universitària. Ella mateixa assenyala que pràcticament va començar des de zero respecte a la teoria musical, quan va entrar a la universitat: "No sabia cap teoria bàsica, com lletrejar un concorde, quins intervals eren i no tenia habilitats amb el teclat. Bàsicament vaig començar des del principi. La majoria de les persones amb les quals vaig començar l'escola eren molt més avançades que jo, i jo tenia molt a fer per a posar-me al dia." Malgrat aquests desafiaments, va ser una estudiant treballadora i resilient, fins i tot quan es va enfrontar al descoratjament d'alguns professors. Fins als 21 no comença a estudiar composició.
Durant el seu temps en Bowling Green, va escriure la seva primera composició, una peça de dos minuts per a flauta i piano titulada Night Creatures. Sobre tocar en l'orquestra de la universitat, va dit: "Pel fet que vaig arribar a la música clàssica de manera molt diferent a la majoria de la gent, les coses més noves em van atreure més que les antigues." Mentre estava en Bowling Green, va conèixer a Robert Spano, qui estava ensenyant un curs de direcció allí i es va convertir en un dels campions de la música de Higdon en la comunitat orquestral estatunidenca.
Higdon va obtenir un Diploma d'Artista del Curtis Institute of Music, on va estudiar amb David Loeb i Ned Rorem i li va fer classes a la futura virtuosa Hilary Hahn. Va continuar demostrant la seva fortalesa i dedicació perseverant malgrat algunes cartes de postgrau rebutjadesFinalment va obtenir un Mestratge en Arts i un Doctorat en Composició de la Universitat de Pennsilvània sota la tutela de George Crumb.
De 1994 a 2021, Higdon va ser professora de composició en el Curtis Institute of Music, on va ocupar la càtedra Milton L. Rock en Estudis de Composició. S'ha exercit com a compositora resident amb l'Orquestra Simfònica de Pittsburgh, l'Orquestra Simfònica de Green Bay, l'Orquestra de Filadèlfia, la Simfònica de Fort Worth i l'Acadèmia de Música de l'Oest.
Higdon viu a Filadèlfia.

### Obra i interpretacions
Higdon ha rebut encàrrecs de les principals orquestres simfòniques, inclosa l'Orquestra de Filadèlfia, l'Orquestra de Cleveland, l'Orquestra Simfònica de Chicago, l'Orquestra Simfònica d'Atlanta, l'Orquestra Simfònica Nacional dels Estats Units, l'Orquestra de Minnesota, l'Orquestra Simfònica de Pittsburgh, l'Orquestra Simfònica d'Indianapolis i l'Orquestra Simfònica de Dallas. Els directors que van treballar extensament amb ella inclouen a Christoph Eschenbach, Marin Alsop, Leonard Slatkin i Giancarlo Guerrero.
Va compondre la seva primera òpera basada en la novel·la de Charles Frazier de 1997, Cold Mountain, amb llibret de Gene Scheer. Va ser comissionada per The Santa Fe Opera i l'Opera Philadelphia, i es va estrenar a Santa Fe l'any 2015.
Les seves obres han estat gravades en centenars de álbums. La seva obra més popular és blue cathedral, un poema d'un sol moviment que tracta sobre la mort del seu germà per càncer, que es va estrenar en 2000. Ha sigut l’obra amb més visibilitat de l’autora, interpretada per 400 orquestres diferents.

## Estil compositiu i influència
L'obra musical de Jennifer Higdon prové de múltiples influències i referents. Higdon no utilitza formes tradicionals en les seves composicions, sinó que es guia per la seva pròpia intuïció musical per crear les estructures de les seves obres.

El seu estil musical no es pot entendre sense tenir en compte la seva aproximació a la música popular durant la joventut, escoltant a grups com The Beatles, The Rolling Stones, Simon & Garfunkel i moltes altres bandes, en lloc de música clàssica. Com a resultat, ha descrit el seu propi procés compositiu com a "intuïtiu" i "instintiu", en el qual prefereix la música que té sentit, en lloc d'escriure música que s'adhereixi a les formes i estructures clàssiques. La música popular i folklòrica no van ser les úniques influències primerenques en la seva composició; l’entorn natural de la seva casa a Tennessee han influït en el seu estil. Les muntanyes i els amplis espais oberts són imatges molt presents en les seves obres. A més a més el compositor George Crumb, també la va influenciar a utilitza la naturalesa com a musa.
Moltes de les peces de Jennifer Higdon es consideren neorománticas. Harmònicament, la música de Higdon tendeix a utilitzar estructures tonals, però evita les progressions harmòniques tradicionals en favor d'intervals més oberts. Evitar armadures específiques li permet realitzar canvis i modulacions harmònics sobtats i sorprenents. Sol utilitzar cinquenes perfectes obertes i cinquenes paral·leles en la majoria de les seves composicions. Sovint incorpora passatges escalars per tal d´agregar context melòdic o harmònic a la música. El seu estil rítmic, influït per la seva experiència inicial en percussió, és complexe, fins i tot quan les melodies són líriques. També fa ús d'obstinats rítmics que donen moviment a moltes de les seves obres, especialment a les seves composicions més ràpides. Part del seu estil -repetició rítmiques i melòdiques- podria considerar-se de naturalesa minimalista.
En els seus treballs vocals i corals, Higdon busca emular patrons de la parla i els aplica a l'escriptura, tant del to com del ritme de les seves melodies. Intenta reflectir l'estat d'ànim del text, la qual cosa dona com a resultat melodies que tendeixen a tenir un so més romàntic. En les ocasions en les quals ha utilitzat textos que no están en anglès, el que sol fer és utilitzar tant el text com la traducció de la peça, per tal de que la peça comuniqui el seu missatge de manera més eficaç.

Estructuralment, la seva música reflecteix l'estil "intuïtiu" amb el qual compon: La seva música és decididament seccional, però tendeix a tenir un flux natural; sovint, les melodies traspasen les línies de compàs, creant certa ambigüitat. Moltes de les seves obres comencen amb una orquestració escassa que va augmentant a mesura que avança la peça. Això fa que la força interpretativa de les seves peçes vagin in crescendo, creant varietat i interès. Higdon no compon intencionadament amb una forma preestablerta al cap, però permet que la música es desenvolupi de manera natural.

## Recepció
La Lliga d'Orquestres Estatunidenques va reportar que Higdon era una de les compositores estatunidenques vives més interpretades en 2008. "La música de Higdon és àgil i experta", va escriure Robert Battey del Washington Post. "Les obres vívides i atractives de Jennifer Higdon l'han convertit en un producte de moda últimament", va escriure Steve Smith del New York Times.
Entre les avaluacions menys favorables, Andrew Clements en The Guardian li va donar a un CD de Higdon una qualificació mínima d'una estrella. Es va referir a la música com "la música contemporània estatunidenca en la seva forma més buida, una mescladissa sorollosa." Tom Service, també al The Guardian, va criticar el Concert per a orquestra de Higdon. Va escriure: "El problema amb la peça de Higdon... és que els seus gestos extravagants... funcionen només com a efectes de superfície, sense crear cap impuls estructural real." De manera similar, encara que en una revisió més positiva, Raymond Tuttle va escriure que "encara que el Concert per a orquestra no és notable pel seu contingut melòdic, hi ha molt de color i lluentor en l'escriptura de Higdon... que pocs oïdors notaran."

### Premis
Higdon ha rebut premis de la Fundació Guggenheim, l'Acadèmia Estatunidenca d'Arts i Lletres (dos premis), la Beca Pew en les Arts, Meet-the-Composer, el National Endowment for the Arts i ASCAP. A més, ha rebut subvencions del Consell de les Arts de Pennsilvània. Higdon ha estat una compositora destacada en festivals com Grand Teton, Tanglewood, Vail, Norfolk, Winnipeg i Cabrillo.
Ha guanyat el premi Grammy a la Millor Composició Clàssica Contemporània en tres ocasions. El primer va ser en 2010 per al seu Concert de percussió. El segon va ser en 2018 per al seu Concert per a viola. Aquest concert va ser part d'un àlbum dedicat a la seva música en el segell de Naxos, Higdon: All Things Majestic, Viola Concerto i Oboè Concerto, que també va guanyar el Grammy 2018 al Millor Compendi Clàssic. El tercer va ser en 2020 per al seu Concert per a arpa.
Higdon va guanyar el Premi Pulitzer de Música anual pel seu Concert per a violí (Lawdon Press), que es va estrenar el 6 de febrer de 2009 a Indianapolis. La cita de Pulitzer ho va dir "una peça profundament atractiva que combina un lirisme fluid amb un virtuosisme enlluernador". Va ser encarregat conjuntament per la Simfònica d'Indianapolis, la Simfònica de Toronto, la Simfònica de Baltimore i el Curtis Institute of Music.

## Discografia seleccionada
- Cold Mountain (estrena internacional). Miguel Harth-Bedoya, Nathan Gunn, Isabel Leonard, Jay Hunter Morris, Emily Fons, Robert Pomakov, The Santa Fe Opera. PENTATONE PTC 5186583 (2016)[22]